# Giovan Battista Volpini
Giovan Battista Volpini (Verona, 24 agosto 1883 – Amba Alagi, 16 maggio 1941) è stato un generale italiano.
Nacque a Verona da genitori di origine piemontese (erano originari di Isola d'Asti) e, seguendo le orme del padre, il generale Carlo Volpini, entrò nell'esercito regio come ufficiale di cavalleria.

## Vita e carriera militare
Nella guerra di riconquista della Tripolitania (Libia), col grado di maggiore, gli fu affidato il comando di una squadra meharista (la cosiddetta "colonna Volpini", composta inizialmente da 500 fucilieri e 50 cavalieri); ne fu al comando per circa 10 anni. La colonna Volpini partecipò, insieme al generale Rodolfo Graziani, alla riconquista della regione degli Orfella nel 1923.
Il 4 febbraio 1924 il maggiore Volpini, al comando di un migliaio di fucilieri, 240 meharisti e 70 cavalieri, lasciò Nalut su ordine del governatore Giuseppe Volpi per riconquistare la regione di Gadames. Il 7 dello stesso mese entrò e rioccupò Sinauen, località la cui importanza è data dal fatto di essere l'unico posto con presenza d'acqua sul percorso da Nalut a Gadames. Successivamente a un breve e vittorioso scontro a Bir el Uotia, il 15 febbraio riconquistò Gadames. 
In Tripolitania conobbe il Duca d'Aosta, Amedeo di Savoia, con il quale instaurò una sincera e profonda amicizia.
Quando il Duca d'Aosta venne nominato viceré d'Etiopia nel 1937, l'allora generale di brigata Volpini lo seguì in Africa Orientale Italiana e divenne, nello stesso anno, primo aiutante di campo del duca, Capo di Gabinetto del governo vicereale in AOI e Capo della Casa vicereale. Contribuì, insieme al duca, alla pacificazione delle nuove colonie, cercando la collaborazione delle tribù indigene sottomesse.
Dopo la caduta della capitale Addis Abeba a opera dell'esercito britannico, il duca e Volpini ripiegarono sulla catena montuosa nei pressi dell'Amba Alagi con 7000 uomini. Nonostante la loro valorosa resistenza, gli italiani, inferiori di numeri e mezzi, persero posizioni e la ridotta dell'Amba venne accerchiata dalle forze inglesi. Il 16 maggio 1941 il generale Volpini fu inviato dal duca al comando britannico. Durante la discesa dalla montagna, però, venne fermato insieme alla sua scorta da un gruppo di abissini; dopo una breve ma concitata discussione, gli abissini permisero alla delegazione italiana di proseguire il cammino, ma colpirono gli stessi alle spalle subito dopo.
Il giorno seguente il duca scrisse nel suo diario: Sono stato privato, dal destino, dell'amico, del saggio consigliere, del compagno che da sedici anni divideva con me la vita, con i suoi giorni tristi e lieti. La tragica sorte ha fatto cadere Volpini quando il silenzio delle artiglierie nemiche segnava già la fine della guerra. [...] Non mi sono ancora riavuto dal colpo e non riesco a frenare il mio dolore. Mi sento terribilmente solo ed affronto fino in fondo questi tragici giorni: sedici anni di vita in comune avevano creato, fra lui e me, un legame così profondo e intimo che nulla poteva distruggere, salvo la morte. La mia gratitudine a quest'uomo, che mi aveva dedicato l'esistenza, durerà finché avrò vita. [...] Ora per ora, mi ha sorretto, mi ha consigliato, mi ha aiutato. Quante fesserie mi ha impedito: quante buone cose mi ha indicato: quale costante esempio mi ha dato ogni giorno con la sua condotta rigida, appassionata, dedicata al dovere. Calmo, freddo nella forma, con cuore tenero e comprensivo.
La sua salma venne recuperata dal maggiore Graham. Fu seppellito il 19 maggio nei pressi del Forte Toselli.
Al generale Volpini è stato intitolato il corso principale di Isola d'Asti in onore delle sue origini.

## Onorificenze e ordini cavallereschi
- Cavaliere dell'Ordine Militare di Savoia, 27 febbraio 1927.
- Ufficiale dell'Ordine Militare di Savoia, 6 gennaio 1941.
- Due Medaglie d'argento (9 marzo 1917 e 15 maggio 1941) e una di bronzo (24 maggio 1917) al valore militare.
- Croce di guerra al valore militare (3 aprile 1941).
- Cavaliere di Grazia Magistrale del Sovrano Militare Ordine di Malta.

## Fonti
- A. Bollatti, Enciclopedia dei nostri combattimenti coloniali fino al 2 ottobre 1935, Torino, 1936
- http://www.regioesercito.it/campagne/libia/camplibia1.html[collegamento interrotto]
- A. Del Boca, Gli italiani in Africa orientale, Roma-Bari, 1992
- A. Mockler, Il mito dell'Impero: storia delle guerre italiane in Abissinia e in Etiopia, Milano, 1977
- G. Speroni, Amedeo duca d'Aosta: la resa dell'Amba Alagi e la morte in prigionia nei documenti segreti inglesi, Milano, 1984
- E. Borra, Amedeo di Savoia, terzo duca d'Aosta e viceré d'Etiopia, Milano, 1985

| Controllo di autorità | VIAF (EN) 316451912 · BNF (FR) cb16711874d (data) |